# Малиновський Володимир Дмитрович
Володимир Дмитрович Малиновський (рос. Владимир Дмитриевич Малиновский; 9 червня 1991, м. Тюмень, СРСР) — російський хокеїст, правий нападник. Виступає за «Металург» (Новокузнецьк) у Континентальній хокейній лізі.
Вихованець хокейної школи «Металург» (Магнітогорськ). Виступав за «Сталеві Лиси» (Магнітогорськ), «Южний Урал» (Орськ), «Титан» (Клин), «Металург» (Магнітогорськ).
У складі юніорської збірної Росії учасник чемпіонатів світу 2009.
Досягнення
- Чемпіон МХЛ (2010)
- Срібний призер юніорського чемпіонату світу (2009).